# Trogon cap-roig
El trogon cap-roig (Harpactes erythrocephalus) és una espècie d'ocell de la família dels trogònids (Trogonidae) que habita boscos de les muntanyes del nord-est de l'Índia, Myanmar, sud-est de la Xina, Hainan, Indoxina i Sumatra.